# 다음 팟인코더
다음 팟인코더(Daum Pot Encoder)는 대한민국의 카카오가 개발한 동영상 편집기 프리웨어로서 무료판으로 제공된다.
2013년 1월 15일 마지막 업데이트가 진행됐고 2017년 2월 18일에 서비스가 종료됐다.